# 光週期現象
光週期現象是生物體對夜晚或黑暗時期長度的生理反應。它存在於植物、動物以及果實中。光週期也可以定義為植物對光照和黑暗週期的相對長度的生長反應。根據光週期，它們分為三組：短日照植物、長日照植物和日中性植物。
植物
植物會因為日照時間的長短(實際上是黑暗時間長短)而轉變生長模式開始開花的現象。又可分為長日照植物和短日照植物。長日照植物(Long-Day Plants)指植物光照時間超過其臨界日照時間後就會開始萌發花芽的植物。短日照植物(Short-Day Plants)則是光照時間低於其臨界日照時間(長黑暗)後就會開始萌發花芽的植物。
研究發現如果在長黑暗期間對植物照射紅光會打破光週期，但如果照射紅光後再照射遠紅光，使光敏素恢復原來黑暗中的型態，可避免原本長黑暗的光週期被破壞。
另外日中性植物(Day-neutral plants)，指不受光週期影響，養分累積足夠或幼年性結束到達成熟期就會開花的植物。